# .jm
.jm és el domini de primer nivell territorial (ccTLD) de Jamaica. El registre es fa al tercer nivell per sota d'algun dels següents noms de nivell dos: com.jm, net.jm, org.jm, edu.jm, gov.jm, i mil.jm. El registre es processa a mà, i per això es demana un termini de 30 dies per completar el registre, que sol fer Howard Burroughs, el hostmaster del domini .jm. El registre dels dominis és gratuït, encara que s'està parlant que el servei sigui comercial als propers anys.